# Teignbridge
Teignbridge är ett distrikt (motsvarande kommun) i grevskapet Devon i England, Storbritannien. Distriktet har 135 952 invånare (2022).  
Större orter är Dawlish, Kingsteignton, Newton Abbot och Teignmouth.  Distriktet är indelat i 50 civil parishes.